# Gerard Sweetman
Gerard Sweetman (irisch Gearóid Suatman, * 10. Juni 1908 in Dublin; † 28. Januar 1970) war ein irischer Politiker und Mitglied der Fine Gael.
Von 1943 bis 1948 gehörte der ehemalige Rechtsanwalt dem Seanad Éireann an, legte jedoch im Februar sein Amt nieder, um in den Dáil Éireann zu wechseln. Sweetman blieb bis zu seinem Tod Teachta Dála. Vom 2. Juni 1954 bis zum 20. März 1957 hatte er das Amt des Finanzministers in der Koalitionsregierung von Taoiseach Costello inne.